# Ilumno
Ilumno es una asociación conformada por seis instituciones universitarias privadas en América Latina,. que atiende a más de 100 instituciones en todo el mundo, incluyendo 70 universidades públicas en Estados Unidos.
Como aliado estratégico lleva 15 años promoviendo el crecimiento sostenible de instituciones de educación superior en América Latina. 
Conforma una comunidad de más de trescientos mil estudiantes activos en educación superior y continuada, convirtiéndose así en una de las comunidades académicas más grandes de Latinoamérica. Actualmente la Red Ilumno está bajo la dirección de Nuno Fernandes, Presidente y CEO de la compañía.   

## Historia
Ilumno fue fundada en el año 2000 como una empresa que brinda apoyo económico, administrativo, tecnológico y de mercadeo a programas de educación virtual y presencial de diversas instituciones universitarias en América Latina.
En 2012, se realizó un concurso en la página web de la red, para brindar 10 becas académicas en todos los centros educativos adjuntos a la Red Ilumno.
En el año 2014, realizó un concurso denominado #SoyFuturo, otorgando 9 becas completas en los diferentes países que la red tenía presencia (Argentina, Brasil, Chile, Colombia, Costa Rica, Panamá, El Salvador y Paraguay). El concursante debía expresar su punto de vista en torno a “¿Cómo podemos construir un mejor futuro en Latinoamérica?"
Como parte de las soluciones que Ilumno implementa con las instituciones de su alianza, su portafolio de servicios incluye crecimiento, virtualidad, herramientas de gestión y el Ilumno Growth Engine, que es su motor tecnológico. 

## Miembros
La red consta de seis centros educativos que ofertan programas de educación presencial y virtual en: Argentina, Colombia, Costa Rica, Chile y Panamá.
| Miembros afiliados |                                                      |               |
| País               | Universidad                                          | Sitio         |
| Argentina          | Universidad Empresarial Siglo 21                     | Sitio Oficial |
| Chile              | Instituto Profesional Providencia                    | Sitio Oficial |
| Colombia           | Fundación Universitaria del Área Andina              | Sitio Oficial |
| Colombia           | Institución Universitaria Politécnico Grancolombiano | Sitio Oficial |
| Costa Rica         | Universidad San Marcos                               | Sitio Oficial |
| Panamá             | Universidad del Istmo                                | Sitio Oficial |